# Parafia Chrystusa Króla w Gdyni
Parafia Chrystusa Króla w Gdyni – rzymskokatolicka parafia usytuowana w gdyńskiej dzielnicy Mały Kack przy ulicy ks. bpa Jana Bernarda Szlagi. Wchodzi w skład dekanatu Gdynia Orłowo, który należy do archidiecezji gdańskiej.

## Historia
Historia parafii sięga do roku 1933 kiedy to pierwszym kuratusem  został brat pierwszego wójta Gdyni Jana Radtkego –  ks. Stefan Radtke.
W latach 1934–1935 przystąpił on do prac budowlanych plebanii. Rozmach z jakim wybudowano i zaplanowano budowlę, zaskakiwał w tamtych czasach, jak i mocno kontrastował z dotychczasową drewnianą zabudową miejską. Budowę zakończono w 1935 jednak nie dokańczając jej w 2/5 zamierzonej budowy ze względu na niewydolność finansową.
W 1945 oszacowano zniszczenia parafii i kościoła na około 60%, następnie parafia otrzymała opiekę duszpasterską w osobie ks. Roberta Rompy jako administratora parafii. Był to też rok, w którym Wacław Szczeblewski, ówczesny dyrektor Liceum Plastycznego w Orłowie, namalował Drogę krzyżową dla kościoła, która jest tam do dziś oraz dzięki pomocy parafian dobudowano salę parafialną.
Od marca do lipca 1948 wybudowano 26–metrową wieżę kościelną; według projektu inż. Brunona Dudzińskiego, która została umiejscowiona przy frontowej ścianie, a także zakupiono dzwony, które umieszczono na nowo wybudowanej wieży. Największy z dzwonów nazwany został "Maria" – waży około 1200 kg. 10 października 1948 bp Kazimierz Kowalski – biskup diecezjalny chełmiński, dokonał poświęcenia zarówno wieży, jak i dzwonów.
5 czerwca 1955 poświęcone zostały organy; które zostały wykonane przez firmę Fryderyk Szwarc – Gdańsk-Kartuzy.
8 listopada 1957 przesłano do kurii biskupiej w Pelplinie prośbę o wpisanie budowy nowego kościoła w plan roczny na 1958; argumentując go zniszczeniami powojennymi oraz dotychczasową prowizoryczną zabudową. W efekcie czego 30 czerwca 1958 uzyskano zgodę u władz na budowę, a 27 lipca 1958 poświęcono kamień węgielny, i tym samym rozpoczęto prace budowlane.
Staraniem ks. Jana Cibury konsekracja kościoła odbyła się 21 listopada 1970, której dokonał biskup diecezjalny chełmiński – Kazimierz Kowalski.
25 marca 1992 – papież Jan Paweł II wydał bullę „Totus Tuus Poloniae Populus” reorganizującą administrację kościelną w Polsce i zgodnie z tymi zmianami, parafia stała się częścią Archidiecezji Gdańskiej.
W 1997 wykonano obrazy do naw bocznych – aut. Mirosław Brucki.
22 listopada 1998, w tygodniu poprzedzającym odpust parafialny, zawieszono w prezbiterium nad ołtarzem głównym czterometrową rzeźbę Jezusa Chrystusa, wykonaną z brązowego mahoniu afrykańskiego – dzieło jest darem autora i rzeźbiarza Antoniego Manulika dla kościoła parafialnego.
Dnia 25 czerwca 2014 została zmieniona nazwana ulicy na której mieści się Kościół, z ul. Halickiej 6 A na ul. ks. bpa Jana Bernarda Szlagi 3.

## Proboszczowie
- 1933–1938: ks. Stefan Radtke[3][4][5]
  - kuratus
- 1945–1968: ks. Robert Rompa
  - administrator parafii
- 1970–1987: ks. kan. Jan Cibura
- 1988–2009: ks. prał. dr Jerzy Więckowiak[6][7]
- od 27 X 2009: ks. kan. mgr lic. Zenon Pipka[8]
  - egzorcysta diecezjalny od 21 VII 2021
  - ojciec duchowny dek. Gdynia Orłowo od 1 III 2021
  - członek (diecezjalnej) komisji zarządzającej Funduszu Wzajemnej Pomocy Kapłańskiej[9] od 31 V 2019
  - diecezjalny duszpasterz ruchu Światło-Życie[10] od 21 XII 2012
  - diecezjalny duszpasterz osób głuchoniemych od 2 II 2001